# Bandon
El bandon (en griego: βάνδον) era la unidad básica de administración militar y territorial en el Imperio bizantino. Su nombre deriva del latín bandum, «insignia, bandera», que a su vez tuvo un origen germánico. El término fue utilizado desde el siglo VI como un término para un estandarte de batalla, y pronto llegó a ser aplicada a la unidad que llevaba ese tipo estandarte en sí mismo. En el ejército bizantino de los siglos  VIII y XI, el bandon formó la unidad básica, con cinco a siete bandas formando una turma, la subdivisión principal de un thema bizantino, un combinado de provincia militar-civil. Cada bandon fue comandada por un komes («conde»), con 200-400 de infantería y 50-100 de caballería. A diferencia de otros términos administrativos y militares bizantinos, el bandon sobrevivió hasta bien entrado el periodo tardío bizantino, y se mantuvo como la unidad básica territorial del Imperio de Trebisonda hasta su caída.